# Stenocorus trivittatus
Stenocorus trivittatus là một loài bọ cánh cứng trong họ Cerambycidae.